# Catalina (nouvelle)
Catalina est un conte d'Auguste de Villiers de L'Isle-Adam qui parut pour la première fois dans La Journée le 23 novembre 1885.

## Résumé
Pour se distraire de ses livres de métaphysique allemande, le narrateur décide de partir pour les Espagnes. Muni d'un Guide du voyageur, il débarque à Santander et sur le quai retrouve un ami d'autrefois : le lieutenant de vaisseau Gérard de Villebreuse arrivant des Guyanes avec une cargaison pour le musée zoologique de Madrid. Celui-ci lui laisse sa chambre à l'auberge et ... Catalina, une bouquetière du quai.

## Texte
Catalina (nouvelle) (lire sur Wikisource)

## Éditions
- Catalina dans La Journée, édition du 23 novembre 1885.
- Catalina, dans L'Amour suprême, 1886.